# Буцький Артем Вячеславович
Артем Володимирович Буцький (народився 24 серпня 1981 року) - український професійний баскетболіст київського "Будівельника " Суперліги UA.

## Біографія
28 червня 2005 року було підписано трирічний контракт з БК "Київ"..

## Зовнішні посилання
- FIBA Європа [Архівовано 19 серпня 2016 у Wayback Machine.]
- Артем Буцький [Архівовано 25 серпня 2016 у Wayback Machine.] на (in English)
- Артем Буцкий [Архівовано 20 квітня 2021 у Wayback Machine.]
- Щорічна Декларація [Архівовано 20 квітня 2021 у Wayback Machine.]